# Communauté de communes Val de Gers
La communauté de communes Val de Gers est une communauté de communes française, située dans le département du Gers, en région Occitanie.
Elle correspond à la partie de l'ancien Astarac, centrée sur la vallée du Gers.

## Historique
Elle est créée le 1er janvier 2017, dans le prolongement d'une communauté précédente et de même nom, qui avait été créée le 31 décembre 1993. Elle intègre la communauté de communes les Hautes Vallées,  en application du schéma départemental de coopération intercommunale arrêté le 25 mars 2016.
Le 1er janvier 2025, les communes de Cabas-Loumassès, Monbardon, Saint-Blancard et Sarcos fusionnent au sein de la commune nouvelle de Cap d'Astarac.

## Territoire communautaire

### Composition
La communauté de communes est composée des 45 communes suivantes :

| Nom                  | Code Insee | Gentilé           | Superficie (km2) | Population (dernière pop. légale) | Densité (hab./km2) |
| -------------------- | ---------- | ----------------- | ---------------- | --------------------------------- | ------------------ |
| Seissan (siège)      | 32426      | Seissanais        | 18,56            | 1 098 (2022)                      | 59                 |
| Arrouède             | 32010      | Arrouédais        | 6,33             | 86 (2022)                         | 14                 |
| Aujan-Mournède       | 32015      | Aujanais          | 8,46             | 90 (2022)                         | 11                 |
| Aussos               | 32468      | Aussosois         | 7,86             | 64 (2022)                         | 8,1                |
| Barran               | 32029      | Barranais         | 52,82            | 673 (2022)                        | 13                 |
| Bellegarde           | 32041      | Bellegardais      | 14,39            | 159 (2022)                        | 11                 |
| Bézues-Bajon         | 32053      | Bézuais           | 12,86            | 185 (2022)                        | 14                 |
| Boucagnères          | 32060      | Boucagnérois      | 6,16             | 205 (2022)                        | 33                 |
| Le Brouilh-Monbert   | 32065      | Broubertains      | 12,96            | 236 (2022)                        | 18                 |
| Cabas-Loumassès      | 32067      | Cabassésais       | 4,11             | 48 (2022)                         | 12                 |
| Chélan               | 32103      | Chélanais         | 13,49            | 173 (2022)                        | 13                 |
| Cuélas               | 32114      | Cuélassiens       | 6,55             | 125 (2022)                        | 19                 |
| Durban               | 32118      | Durbannais        | 17,4             | 136 (2022)                        | 7,8                |
| Esclassan-Labastide  | 32122      | Esaclassanais     | 11,93            | 345 (2022)                        | 29                 |
| Faget-Abbatial       | 32130      | Fagétois          | 17,46            | 215 (2022)                        | 12                 |
| Haulies              | 32153      | Hauliens          | 10,13            | 152 (2022)                        | 15                 |
| Labarthe             | 32169      | Labarthais        | 6,46             | 147 (2022)                        | 23                 |
| Lalanne-Arqué        | 32185      |                   | 11,15            | 149 (2022)                        | 13                 |
| Lamaguère            | 32186      |                   | 6,49             | 80 (2022)                         | 12                 |
| Lasséran             | 32200      | Lasséranais       | 15,06            | 350 (2022)                        | 23                 |
| Lasseube-Propre      | 32201      | Lassylvains       | 14,57            | 336 (2022)                        | 23                 |
| Lourties-Monbrun     | 32216      | Lourtissois       | 9,5              | 156 (2022)                        | 16                 |
| Manent-Montané       | 32228      | Manentois         | 7,45             | 87 (2022)                         | 12                 |
| Masseube             | 32242      | Massylvains       | 21,03            | 1 525 (2022)                      | 73                 |
| Meilhan              | 32250      | Meilhanais        | 6,82             | 76 (2022)                         | 11                 |
| Monbardon            | 32260      | Monbardonnais     | 6,41             | 69 (2022)                         | 11                 |
| Moncorneil-Grazan    | 32266      | Moncorneillais    | 7,09             | 147 (2022)                        | 21                 |
| Monferran-Plavès     | 32267      | Monferranais      | 11,07            | 107 (2022)                        | 9,7                |
| Monlaur-Bernet       | 32272      | Montlaurais       | 12,21            | 162 (2022)                        | 13                 |
| Mont-d'Astarac       | 32280      | Mont-d'Astaracais | 8,05             | 91 (2022)                         | 11                 |
| Monties              | 32287      | Montisois         | 10,55            | 82 (2022)                         | 7,8                |
| Orbessan             | 32300      | Orbessannais      | 8,24             | 270 (2022)                        | 33                 |
| Ornézan              | 32302      | Ornézanais        | 12,13            | 206 (2022)                        | 17                 |
| Panassac             | 32304      | Panassacais       | 9,17             | 285 (2022)                        | 31                 |
| Ponsan-Soubiran      | 32324      |                   | 6,87             | 73 (2022)                         | 11                 |
| Pouy-Loubrin         | 32327      | Pouy-Loubrinois   | 9,64             | 84 (2022)                         | 8,7                |
| Saint-Arroman        | 32361      | Saint-Arromanais  | 11,97            | 126 (2022)                        | 11                 |
| Saint-Blancard       | 32365      | Saint-Blancardais | 14,87            | 281 (2022)                        | 19                 |
| Saint-Jean-le-Comtal | 32381      |                   | 17,15            | 386 (2022)                        | 23                 |
| Samaran              | 32409      | Samaranais        | 8,61             | 76 (2022)                         | 8,8                |
| Sansan               | 32411      | Sansannais        | 3,7              | 100 (2022)                        | 27                 |
| Sarcos               | 32413      | Sarcossais        | 6,41             | 82 (2022)                         | 13                 |
| Sère                 | 32430      | Sérois            | 8,64             | 77 (2022)                         | 8,9                |
| Tachoires            | 32438      | Tachoirais        | 9,61             | 112 (2022)                        | 12                 |
| Traversères          | 32454      | Traversérois      | 10,46            | 71 (2022)                         | 6,8                |

### Démographie
| 1968  | 1975  | 1982  | 1990  | 1999  | 2010   | 2015   | 2021  |
| ----- | ----- | ----- | ----- | ----- | ------ | ------ | ----- |
| 9 490 | 8 674 | 8 897 | 8 851 | 9 079 | 10 100 | 10 102 | 9 853 |

## Administration

### Siège
Le siège de la communauté de communes est situé à Seissan.

### Les élus
Le conseil communautaire de la communauté de communes se compose de 58 conseillers, élus pour une durée de six ans.
Ils sont répartis comme suit :
| Nombre de conseillers | Communes               |
| --------------------- | ---------------------- |
| 7                     | Masseube               |
| 5                     | Seissan                |
| 3                     | Barran                 |
| 2                     | Saint-Jean-le-Comtal   |
| 1 (+1 suppléant)      | les 41 autres communes |

### Présidence
| Période                                  | Période  | Identité         | Étiquette | Qualité                    |
| ---------------------------------------- | -------- | ---------------- | --------- | -------------------------- |
| Les données manquantes sont à compléter. |          |                  |           |                            |
| 2014                                     | En cours | François Rivière | UDI       | Maire de Seissan (2005 → ) |

### Régime fiscal et budget
Le régime fiscal de la communauté de communes est la fiscalité professionnelle unique (FPU).